# I'm Still Standing
I'm Still Standing is een nummer van de Britse zanger Elton John en afkomstig van het zeventiende studioalbum Too Low for Zero uit 1983. In april dat jaar werd het nummer eerst in de VS en Canada op single uitgebracht. In juli volgden Europa, Australië, Nieuw-Zeeland, Japan en Zuid-Afrika.

## Videoclip
De bijbehorende videoclip werd geregisseerd door Russell Mulcahy en opgenomen in en rond het Hotel Carlton Cannes en voor een klein deel in Hotel Negresco, beide aan de Côte d'Azur. In Nederland werd de videoclip destijds op televisie uitgezonden in de popprogramma's AVRO's Toppop, Countdown van Veronica en Popformule van de TROS.

## Achtergrond
Over de betekenis van de single doen verschillende verhalen de ronde. Zo zou Elton John met het numner willen laten weten nog steeds relevant te zijn in de popwereld, terwijl de tekst over een man gaat die zijn zelfvertrouwen teruggewonnen heeft na een pijnlijke echtscheiding.
De plaat werd wereldwijd een hit en bereikte in Zwitserland en Canada zelfs de nummer 1-positie, in Ierland en Australië de 2e, Nieuw-Zeeland de 30e, in de VS de 12e, Zuid-Afrika de 9e, Duitsland de 10e en in Johns' thuisland het Verenigd Koninkrijk bereikte de plaat de 4e positie in de UK Singles Chart.
In Nederland was de plaat op vrijdag 24 juni 1983 Veronica Alarmschijf op Hilversum 3 en werd mede hierdoor een grote hit in de destijds drie landelijke hitlijsten op de nationale publieke popzender. De plaat bereikte de 8e positie in zowel de Nederlandse Top 40 als de TROS Top 50 en de 16e positie in de Nationale Hitparade. In de Europese hitlijst op Hilversum 3, de TROS Europarade, werd de 15e positie bereikt. 
In België bereikte de plaat de 10e positie in de Vlaamse Radio 2 Top 30 en de 11e positie in de voorloper van de Vlaamse Ultratop 50. In Wallonië werd géén notering behaald.
Sinds de allereerste editie in december 1999 staat de plaat regelmatig genoteerd in de jaarlijkse NPO Radio 2 Top 2000 van de Nederlandse publieke radiozender NPO Radio 2, met als hoogste notering tot nu toe een 232e positie in 2022.

## NPO Radio 2 Top 2000
| Nummer met noteringen in de NPO Radio 2 Top 2000 | '99 | '00 | '01  | '02  | '03  | '04  | '05  | '06  | '07 | '08  | '09-'17 | '18  | '19 | '20 | '21 | '22 | '23 | '24 |
| ------------------------------------------------ | --- | --- | ---- | ---- | ---- | ---- | ---- | ---- | --- | ---- | ------- | ---- | --- | --- | --- | --- | --- | --- |
| I'm Still Standing                               | 915 | -   | 1121 | 1054 | 1583 | 1343 | 1838 | 1664 | -   | 1823 | -       | 1103 | 501 | 357 | 286 | 232 | 265 | 304 |

1. ↑  Een '-' betekent dat het nummer niet was genoteerd en een vetgedrukt getal geeft de hoogste notering aan.